# Chelwaczauri (gmina)
Gmina Chelwaczauri (gruz. ხელვაჩაურის მუნიციპალიტეტი) – jednostka administracyjna adżarskiej republiki autonomicznej w Gruzji. Siedzibą gminy jest osiedle typu miejskiego Chelwaczauri. 

## Położenie
Gmina położona jest w południowo-zachodniej części Adżarii.

## Ludność
Na podstawie danych statystycznych z 2024 roku gminę Chelwaczauri zamieszkuje 52 800 osób. 